# Honoré Flaugergues
Pierre Gilles Antoine Honoré Joseph Flaugergues (* 16. Mai 1755 in Viviers; † 26. November 1835 oder 20. November 1830 ebenda) war ein französischer Astronom.

## Wirken
Honoré Flaugergues entdeckte den Großen Kometen von 1811 (C/1811 F1), er gilt auch als unabhängiger Co-Entdecker des Großen Kometen von 1807 (C/1807 R1).
Bei dem Versuch, die Rotation des Mars zu messen, bemerkte er Unregelmäßigkeiten in der zeitlichen Abfolge bei den gelb-farbigen Eigenschaften. Man stellte fest, dass er dabei nicht die Oberflächeneigenschaften entdeckt hatte, sondern die atmosphärischen Eigenschaften. Ihm wird daher teilweise die Entdeckung von Staubwolken auf dem Mars zugeschrieben, dies wird allerdings mit dem Argument bestritten, sein Teleskop sei für solche Forschungen wohl eher zu klein gewesen.
Neben seinen astronomischen Forschungen war Flaugergues auch auf den Gebieten der Medizin und der Archäologie tätig. Insbesondere untersuchte er Krankheiten, an denen die Arbeiter in der Woll-Industrie litten, und organisierte Höhlenforschungen in Alba-la-Romaine. Zudem war er Friedensrichter in seiner Heimatstadt.
Seit 1796 war er Mitglied der Académie des sciences in Paris. Ein Marskrater trägt ihm zu Ehren seinen Namen.